# Sky Perfect Well Think
SKY Perfect Well Think, Co. Ltd. (株式会社スカパー・ウェルシンク, Kabushiki-gaisha Sukapā Werushinku) et une entreprise de production et de développement de médias appartenant au groupe Sky Perfect, et créé le 29 juillet 2004. Il est spécialisé dans la conception, la production et la distribution de films, animes (アニメ) (Prononcer « ânimè » ), programmes de télévision ainsi que dans de nombreux autres médias. La société, basée à Tokyo, est présidée par Jun'ichi Watanabe.

## Productions

### Animes
- Witchblade
- Kamisama Kazoku
- Gyagu Manga Biyori
- Ginga Densetsu Weed
- La Fille des enfers
- Jyu Oh Sei
- Bokura ga Ita
- Mamotte! Lollipop
- Mushishi
- Hataraki Man
- Nodame Cantabile
- Blue Dragon
- Deltora Quest
- Re-Born
- Terra e...
- Damekko Dōbutsu
- Romeo x Juliet

### Films
- Hang Ryū Cinema Festival
- Ichiban Kirei na Mizu
- Koala Kachō
- Kōshōnin: Mashita Masayoshi (autre nom: The Negotiator)
- Kokkuri-san
- Saishū Heiki Kanojo
- Tenshi no Tamago
- Tokyo Friends the Movie
- Transamerica
- Black Jack: Futari no Kuroi Isha
- Brave Story
- Yawarakai Seikatsu
- Yōgisha: Muroi Shinji (autre nom The Suspect)
- Sim Sons
- Prince of Tennis
- Mizuchi
- Seishun Manga: Bokura no Renai Scenario
- Oyayubi Sagashi
- Deguchi no Nai Umi
- Duradeka
- Tada-kun wo Aishiteru
- Niji no Megami (a.k.a. Rainbow Song)
- 36 Quai des Orfèvres (sous le nom japonais de Aruiwa Uragiri Toiuna no Inu)
- Meiken Lassie
- Shikyū no Kioku'
- Suteki na Yoru, Boku ni Kudasai
- Ashita no Watashi no Tsukurikata
- Taitei no Ken
- Some Kind of Wonderful (sous le nom japonais de Koishikute)
- Gegege no Onitarō
- Shaberedomo Shaberedomo
- Ahiru to Kamo no Koinrokkā
- Burijji
- Kappa no Kū to Natsuyasumi
- Litre DJ
- Heat Island
- Jigyaku no Uta
- Kurōbi

### Théâtre
- Astro Kyūdan

### Revues
- World Soccer King

Sources: